# NGC 3474
NGC 3474 este o galaxie LINER situată în constelația Leul. A fost descoperită în 24 aprilie 1887 de către Lewis A. Swift. Se află la o distanță de 130,7 de megaparseci de Pământ.